# Ernst Dietrich Bartels

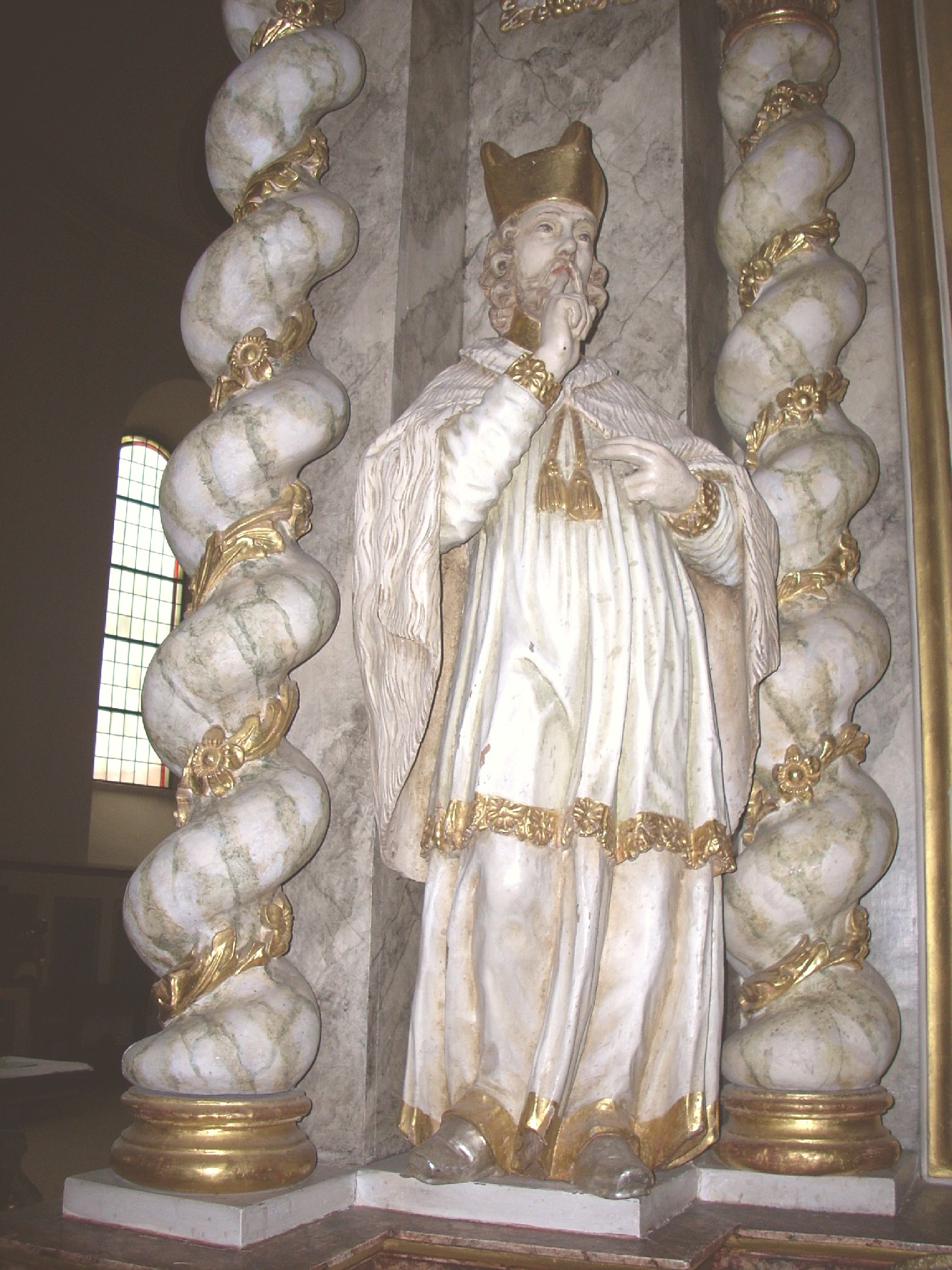
Ernst Dietrich Bartels: Figur des hl. Johannes Nepomuk in St. Matthäus (Algermissen)

Ernst Dietrich Bartels (* 4. Oktober 1679 in Hannover; † 21. Mai 1762 in Hildesheim) war ein deutscher Bildschnitzer des Barock in Norddeutschland. Er schuf vorwiegend Kirchenausstattungen für katholische und evangelische Kirchen im Umkreis des Hochstifts Hildesheim.
Bartels entstammte einer lutherischen Handwerkerfamilie, die seit 1619 in der Hildesheimer Neustadt ansässig war. Sein Vater Daniel Bartels († 1696), ebenfalls Bildschnitzer, schuf von 1683 bis 1686 den Hochaltar der Andreaskirche (1945 vernichtet). In Hannover lebte Daniel Bartels nur vier Jahre; in dieser Zeit wurde der Sohn Ernst Dietrich geboren.
Nach der ersten Lehrzeit beim Vater machte Ernst Dietrich Bartels sich als wandernder Geselle mit der Bildschnitzerei in Nordwestdeutschland und den Niederlanden vertraut. 1703 ließ er sich in Hildesheim nieder. 1708 heiratete er Anna Elisabeth Ernst, Tochter eines hannoverschen Kunstmalers († 1749). Das Paar hatte sieben Kinder.
Um 1740 übergab Bartels die Werkstatt an seinen Sohn Friedrich Bartels. In den letzten Lebensjahren wirkte er als Provisor (Verwalter von Gebäuden und Vermögen) an St. Michael. In dieser Kirche wurde er auch bestattet.

## Werke
- Altar für St. Martini (Hildesheim) (1714)
- Haupt- und Seitenaltäre für St. Matthäus (Algermissen) (1720; erhalten)
- Chorschranke für St. Martinus (Borsum)
- Figuren für das Langhaus von St. Andreas (Hildesheim) (ab 1720)
- Mitwirkung bei der Barockisierung des Hildesheimer Doms (1727)
- Altar der St.-Petri-Kirche in Melle (erhalten)
- Kanzelaltäre für die evangelischen Kirchen in Sibbesse, Betheln und Ilten (erhalten)
- Kanzelaltar und Figur Johannes des Täufers[1] für die Kreuzkirche (Sehnde) (1737; erhalten/rekonstruiert)